# Ишыглы (Губадлинский район)
Ишыглы (азерб. İşıqlı) — село в Губадлинском районе Азербайджана.
Расположено село на левом берегу реки Акера (левый приток Аракса) на высоте около 688 м.

## Топонимика
Село изначально называлось Джийджийи. В соседнем Зангеланском районе расположено ущелье Джийджийи. Позднее село было названо в честь Шейха Шарифа Шыхлы, а позднее трансформировалось в Ишыглы. Расположенное на территории села старинное кладбище называлось кладбищем Шейх Шариф.

## История
В годы Российской империи село Джиджик находилось в составе Зангезурского уезда Елизаветпольской губернии. По данным «Кавказского календаря» на 1912 год в селе проживало 208 человек, в основном курдов.
В 1937 году в состав села были включены территории близлежащих сёл Бинадараси, Дамланыдж и Нарджак, тем самым площадь села была увеличена.
В советские годы село входило в состав Губадлинского района Азербайджанской ССР. В результате Первой карабахской войны в августе 1993 года перешло под контроль непризнанной Нагорно-Карабахской Республики. В ходе Второй карабахской войны село было освобождено от длительной армянской оккупации вооружёнными силами Азербайджанской Республики.

## Известные уроженцы
- Алиев, Алекпер Гасан оглы — Национальный герой Азербайджана.